# Millettia gossweileri
Millettia gossweileri är en ärtväxtart som beskrevs av Baker f. Millettia gossweileri ingår i släktet Millettia och familjen ärtväxter. Inga underarter finns listade i Catalogue of Life.